# ジエンチャウ県
ジエンチャウ県（ジエンチャウけん、ベトナム語：Huyện Diễn Châu / 縣演州? ）は、ベトナム社会主義共和国ゲアン省の県。面積は331.62 km²、人口は284,300人（2018年）である。

## 行政区画
1市鎮36社を管轄する。